# Couvains (Orne)
Couvains is een dorp en voormalige gemeente in de Franse gemeente La Ferté-en-Ouche in het departement Orne in de regio Normandië. De voormalige gemeente telt 200 inwoners (2005). De plaats maakt deel uit van het arrondissement Mortagne-au-Perche.

## Geschiedenis
De 18de-eeuwse Cassinikaart toon hier het dorpje Couvain.
Op het eind van het ancien régime eind 18de eeuw, toen de gemeenten werden gecreëerd, werd Couvains een gemeente.
In 1840 werd buurgemeente Soccane (Saucanne) aangehecht bij Couvains.
In 2002 werd buurgemeente Marnefer aangehecht bij Couvains.
Couvains is op 1 januari 2016 gefuseerd met de gemeenten Anceins, Bocquencé, La Ferté-Frênel, Gauville, Glos-la-Ferrière, Heugon, Monnai, Saint-Nicolas-des-Laitiers en Villers-en-Ouche tot de nieuwe gemeente La Ferté-en-Ouche.

## Geografie
De oppervlakte van Couvains bedraagt 14,6 km², de bevolkingsdichtheid is 13,7 inwoners per km².
Naast Couvains zelf ligt in de voormalige gemeente ook het dorp Marnefer. Daarnaast liggen er nog verschillende gehuchten, waaronder Saucanne.
De onderstaande kaart toont de ligging van Couvains (Orne) met de belangrijkste infrastructuur en aangrenzende gemeenten.

## Bezienswaardigheden
- De Église Saint-Médard

## Demografie
Onderstaande figuur toont het verloop van het inwonertal (bron: INSEE-tellingen).
Deelgemeenten: Anceins · Bocquencé · Couvains · La Ferté-Frênel · Gauville · Glos-la-Ferrière · Heugon · Monnai · Saint-Nicolas-des-Laitiers · Villers-en-Ouche

Overige plaatsen: Le Douet Arthus · Marnefer · Saucanne · Ternant